# Kash Patel
Kashyap "Kash" Patel (nacido el 25 de febrero de 1980) es un abogado estadounidense y director del FBI. Patel se desempeñó anteriormente como funcionario del Consejo de Seguridad Nacional de los Estados Unidos, asesor principal del Director interino de Inteligencia Nacional y jefe de gabinete del secretario interino de Defensa de los Estados Unidos durante la primera presidencia de Trump. Patel es el autor del libro de 2023, Government Gangsters: The Deep State, the Truth, and the Battle for Our Democracy.
Miembro del Partido Republicano, Patel trabajó como asistente principal del congresista Devin Nunes durante el mandato de este último como presidente del Comité de Inteligencia de la Cámara de Representantes. Comenzó su carrera como defensor público federal, fiscal federal que trabajaba en casos de seguridad nacional y enlace legal con las Fuerzas Armadas de los Estados Unidos.
Como asistente del congresista Nunes, Patel jugó un papel clave al ayudar a los republicanos durante las investigaciones sobre Trump y la interferencia rusa en las elecciones de 2016. En noviembre de 2024, Trump nombró a Patel como su candidato para director del Buró Federal de Investigaciones para reemplazar a Christopher A. Wray.
Patel estudió justicia penal e historia en la Universidad de Richmond y se graduó de la Facultad de Derecho de la Universidad de Pace. En 2005, comenzó a trabajar como defensor público en el condado de Miami-Dade, Florida, y más tarde como defensor público federal para el Distrito Sur de Florida. Patel comenzó a trabajar como miembro del personal subalterno en el Departamento de Justicia en 2012, se convirtió en fiscal en la División de Seguridad Nacional en 2013 y trabajó en la División de Contraterrorismo en 2014. En 2017, se convirtió en asesor principal de Devin Nunes, presidente del Comité Selecto Permanente de Inteligencia de la Cámara de Representantes, donde fue el autor principal del memorándum de Nunes, en el que se alegaba que los funcionarios de la Oficina Federal de Investigaciones abusaron de su autoridad en la investigación del FBI sobre los vínculos entre asociados de Donald Trump y funcionarios rusos.
En febrero de 2019, Patel se unió a la dirección de Organizaciones y Alianzas Internacionales del Consejo de Seguridad Nacional. En 2020, fue nombrado asesor de Richard Grenell, director interino de inteligencia nacional, y se convirtió en el principal subdirector de inteligencia nacional hasta mayo, cuando regresó al Consejo de Seguridad Nacional. En noviembre, después de que el presidente Donald Trump destituyera a Mark Esper como secretario de Defensa, Patel fue nombrado jefe de gabinete del secretario interino de Defensa, Christopher C. Miller. Ese año, Trump estuvo involucrado en un plan para destituir al director del FBI, Christopher A. Wray, y en un esfuerzo separado para destituir a la directora de la Agencia Central de Inteligencia, Gina Haspel, y nombrar a Patel subdirector de ambas agencias.
Después de que Trump dejara el cargo en enero de 2021, Patel aprovechó su asociación con Trump para promover varias empresas comerciales e hizo apariciones recurrentes en varios podcasts. En abril de 2022, fue nombrado miembro de la junta directiva de Trump Media & Technology Group. También ese año, publicó un libro infantil sobre el expediente Steele y, junto con John Solomon, fue designado para representar a Trump ante la Administración Nacional de Archivos y Registros; el FBI interrogó a Patel sobre su participación en los registros de Trump. Fundó The Kash Foundation, una organización benéfica para ayudar a los participantes en el ataque al Capitolio de los Estados Unidos del 6 de enero a pagar los costes legales. Patel ha promovido varias teorías de conspiración sobre el estado profundo, falsas afirmaciones de fraude en las elecciones presidenciales de 2020, QAnon, las vacunas COVID-19 y el ataque al Capitolio del 6 de enero.
En noviembre de 2024, Trump anunció que destituiría a Wray como director del FBI y nominaría a Patel como su reemplazo. Compareció ante el Comité Judicial del Senado en enero de 2025. El senador Dick Durbin, el miembro de mayor rango del comité, acusó a Patel de perjurio al testificar que no había estado al tanto de los planes para eliminar a los agentes del FBI, y se plantearon preguntas sobre conflictos de intereses durante su audiencia en el comité. Fue confirmado por el Senado en febrero. Poco después, fue nombrado director interino de la Oficina de Alcohol, Tabaco, Armas de Fuego y Explosivos, pero en marzo fue reemplazado. Patel es la primera persona de ascendencia india en ocupar el cargo de director de la Oficina Federal de Investigaciones.